# Chronicles (Steve Winwood)
| Recensione | Giudizio |
| ---------- | -------- |
| AllMusic   | [ 1 ]    |

Chronicles è la prima raccolta di Steve Winwood pubblicata nel 1987 dall'etichetta discografica Island Records.

## Descrizione
L'album contiene alcuni dei suoi maggiori successi e diversi rimissaggi. Il brano Valerie, all'inizio uscì come singolo per l'album del 1982 di Winwood, Talking Back to the Night. Nonostante il singolo originale si fosse rivelato un flop commerciale, il rimissaggio della canzone effettuato per Cronicles si attesta al 9º posto delle classifiche statunitensi e arriva al 26º in quella del Billboard 200.
Tutte le canzoni sono state scritte da Steve Winwood e Will Jennings, tranne laddove altrimenti specificato fra parentesi

## Tracce
1. Wake Me Up On Judgment Day – 5:47
2. While You See a Chance – 5:09
3. Vacant Chair (rimissaggio) – 6:49 (Steve Winwood, Vivian Stanshall)
4. Help Me Angel (rimissaggio) – 4:57
5. My Love's Leavin' – 5:19 (Steve Winwood, Vivian Stanshall)
6. Valerie (rimissaggio) – 4:05
7. Arc of a Diver – 5:28 (Steve Winwood, Vivian Stanshall)
8. Higher Love – 5:47
9. Spanish Dancer – 5:58
10. Talking Back to the Night (rimissaggio) – 5:44